# FC Barcelona Femení
Futbol Club Barcelona Femení (katalanska för 'Fotbollsklubben Barcelonas Damer') är en damfotbollsförening i Barcelona, Spanien. Klubben grundades 26 juni 2002, sedan den tidigare klubben Club Femení Barcelona inlemmats i FC Barcelona som en officiell klubbsektion.
Sedan början av 2010-talet har laget varit ett av de dominerande i den spanska damfotbollsligan, med åtta ligasegrar på ett drygt decennium. 2021 vann man för första gången Uefa Women's Champions League, något man upprepade 2023 och 2024.

## Historia

### Bakgrund
FC Barcelonas damlag har sitt ursprung i en damfotbollsförening grundad 1970 på initiativ av Inma Cabecerán, där avsikten var att FC Barcelona på sikt skulle införliva föreningen som en officiell sektion i klubben. Första matchen spelades på juldagen 1970, där man vann över UE Centelles efter straffskytte.

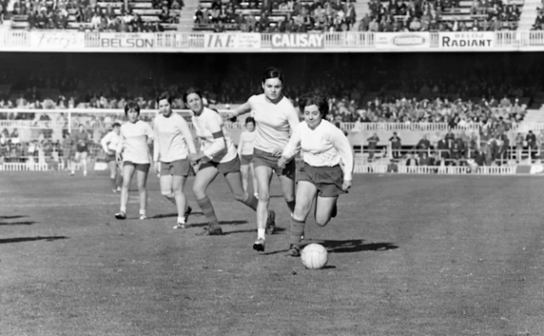
Matchbild från lagets första match, på juldagen 1970 mot UD Centelles.

1971 namngav man föreningen som (på spanska) Peña Femenina Barcelonista. FC Barcelonas dåvarande president Agustí Montal Costa gav den nybildade föreningen ekonomiskt och materiellt stöd, samtidigt som FC Barcelona lovade att starta en damsektion och införliva den nya föreningen när denna nått sportslig framgång. Senare infördes den katalanskspråkiga namnvarianten Penya Femenina Barcelonista som officiellt namn.

### 1980-talet
1983 deltog föreningen i den första årgången av spanska cupen i fotboll för damer, efter att ha kvalat in genom vinst i det regionala mästerskapet i Katalonien. Säsongen 1988/1989 var dess första i den spanska damligan, och fem år senare vann man för första gången spanska cupen.
Det katalanska mästerskapet vanns dock av föreningens B-lag, medan A-laget fick spela i spanska mästerskapet. Missnöjet var stort, och en utbrytarförening kallad Penya Barcelonista Barcelona grundades av B-lagsspelarna. Denna senare förening skulle komma att vinna det katalanska mästerskapet och därefter nå final i spanska mästerskapet 1985, liksom vinst i det första nationella spanska ligamästerskapet 1989. 

### 1990- och 2000-talet
När den första årgången av det spanska nationella ligamästerskapet för damer skulle spelas 1988/1989 bytte Penya Femenina Barcelonista namn till Club Femení Barcelona, efter att FC Barcelona valt att införliva föreningen i klubbens organisation. 1994 vann laget för första gången den spanska cupen, efter att i finalen ha besegrat Oroquieta Villaverde de Madrid.
Trots att laget nu spelade i den officiella klubbdräkten och finansierades uteslutande av FC Barcelona, skulle det dröja till 2002 innan damfotboll fick officiell status i klubben. Det dröjde dock till 2006 och den nye tränaren Xavi Llorens tills damsektionen i FCB skulle börja utvecklas på allvar.

### 2010-talet

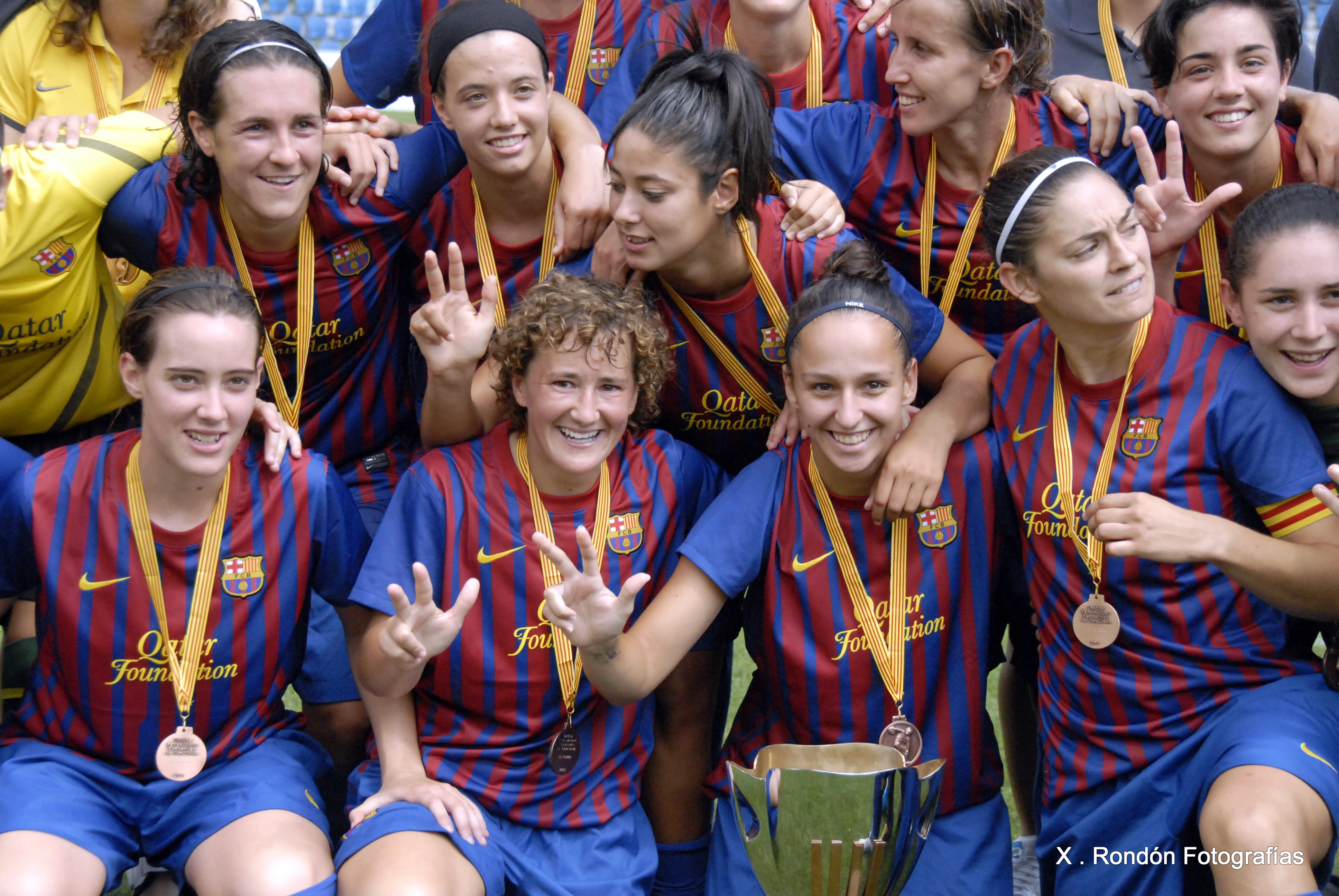
Laget efter vinsten Copa Catalunya 2011.

2015 övergick klubben till professionell status, med avlönade spelare som Lieke Martens (europamästare med sitt Nederländerna 2017). Hon kontrakterades för klubben 2017 och spelade där fram till 2022. Hela ligans övergång till professionell drift skedde dock först 2021/2022.
Sedan FC Barcelona damer officiellt grundades har klubben fram till 2024 vunnit högstadivisionen i damfotbollen i Spanien vid åtta tillfällen. Den goda formen i ligan 2021, då man vann ligan överlägset, fortsatte säsongen 2021/2022 med 23 segrar på 23 spelomgångar (och 131–6 i målskillnad) fram till början av mars månad. 13 mars 2022 vann man ligan, efter en 5–0-seger mot Real Madrid och med sex omgångar kvar att spela av ligan. Segern inkasserades i en regnig match och inför rekordantalet 5 430 åskådare hemma på Estadi Johann Cruyff. Till slut vanns ligan utan poängförlust, 24 poäng före ligatvåan Real Sociedad och med målskillnaden 159–11.
I Uefa Women's Champions League har laget spelat fyra finaler. I den första finalen som spelades 2019 blev det förlust med 4–1 mot Lyon, medan den andra finalen – mot Chelsea 2021 – slutade med 4–0-vinst för FC Barcelona. Vid detta tillfället blev Barcelonas Asisat Oshoala den första afrikanska spelare att vara med om att vinna turneringen.

### 2020-talet
30 mars 2022 spelade laget hemma mot Real Madrid, i semifinalen av 2021/2022 upplaga av turneringen. Matchen spelades på Camp Nou, herrarnas hemmaarena, och alla platser till matchen såldes ut på en vecka; detta beräknades innebära ett nytt publikrekord på en damfotbollsmatch. Till slut var 91 553 personer på plats (av att totalt 99 354 biljetter sålts); tidigare publikrekordet var VM-finalen 1999 mellan USA och Kina med 90 185 åskådare. Matchen vanns av FC Barcelona med 5–2 och dubbelmötet med sammanlagt 8–3. Laget nådde till slut final, där man den 21 maj dock förlorade med 1–3 mot Lyon.

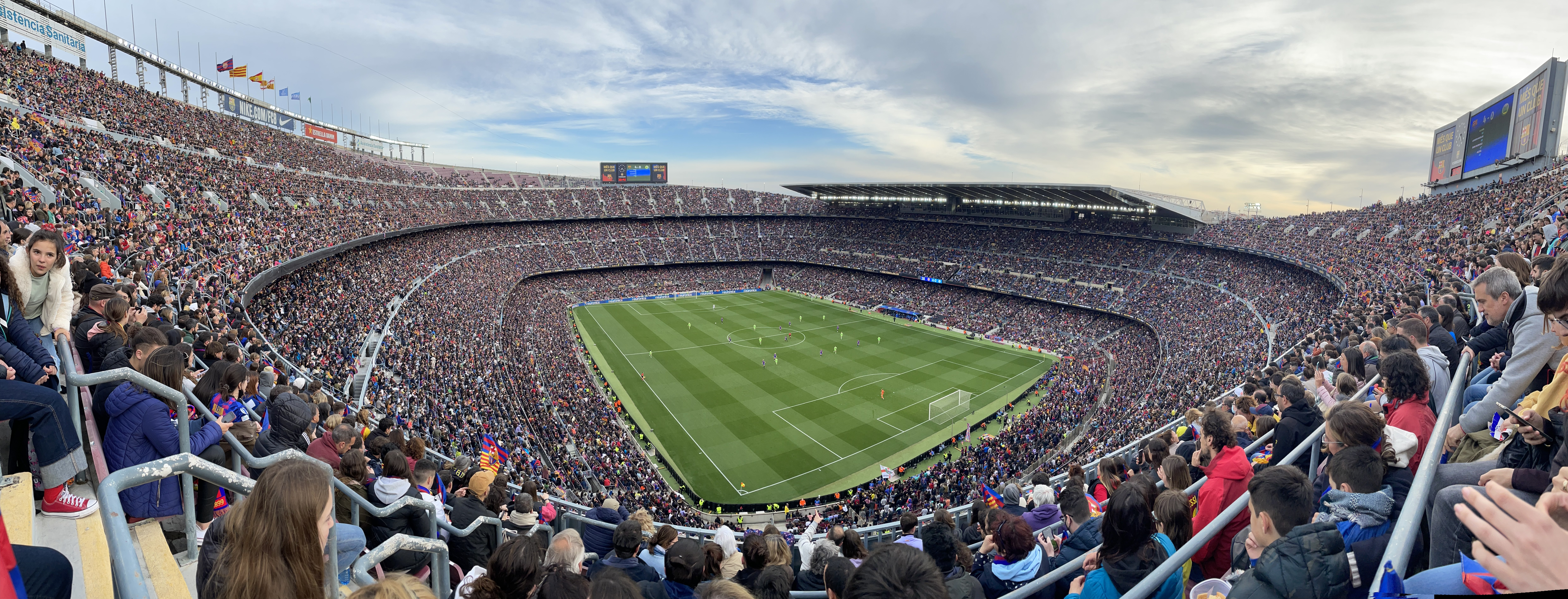
22 april 2022, då Barcelona mötte Wolfsburg i semifinalen i Champions League inför 91 648 åskådare på Camp Nou.

Drygt tre veckor efter rekordmatchen mot Real Madrid 2021 slogs publikrekordet igen, i samband med hemmamötet i semifinalen mot Wolfsburg i Uefa Women's Champions League. Totalsiffran denna gång blev 91 648 personer på läktaren.
2023 vann man den fjärde raka likasegern, efter att redan i omgång 26 ha säkrat titeln (med fyra spelomgångar kvar och endast efter segrar). Med endast en oavgjord match och en förlust (och målskillnaden 118–10) vann man serien tio poäng före Real Madrid. Förlusten kom den 22 maj, då man förlorade mot Real som bröt Barcelonas 64 matcher långa segersvit i ligan. 3 juni vann Barcelona även Champions League-finalen mot Wolfsburg, inför en utsåld PSV Stadium på drygt 34 000 åskådare (publikrekord för damfotboll i Nederländerna). Matchresultatet blev 3–2, efter att Barcelona vänt ett 0–2-underläge och Fridolina Rolfö slagit in avgörande 3–2-målet med 20 minuter kvar. Däremot blev både Barcelona och Sevilla avstängda från spanska cupen (Copa de la Reina, där Barcelona vunnit många finaler på senare år), i båda fallen efter deltagande av otillåtna spelare.
Lagets femte raka ligaseger kom 2024. Samma år vann man åter finalen i Champions League, denna gång över franska Lyon.
2025 vann man sin totalt tionde ligatitel, efter att man i den näst sista omgången besegrat Real Betis med 0–9 på bortaplan. Under säsongen mötte man dock starkare motstånd från framför allt Real Madrid, som ända fram till näst sista ligaomgången hade chansen att gå förbi. I Champions League nådde Barcelona återigen finalen, där man fick se sig besegrad av Arsenal. Samma år deltog totalt 18 Barcelonaspelare i EM i Schweiz, varav elva syntes i Spaniens EM-trupp.

## Arena och uppmärksamhet
Från 1982 och fram till 2019 spelade laget sina hemmamatcher på Mini Estadi. Därefter har man flyttat över sin hemmaverksamhet till Estadi Johan Cruyff, byggd vid klubbens träningsanläggning längre västerut i Barcelona-området. Arenan har en mindre antal sittplatser, och lagets framgångar under 2020-talet har återkommande lett till matcher inför fullsatta läktare.

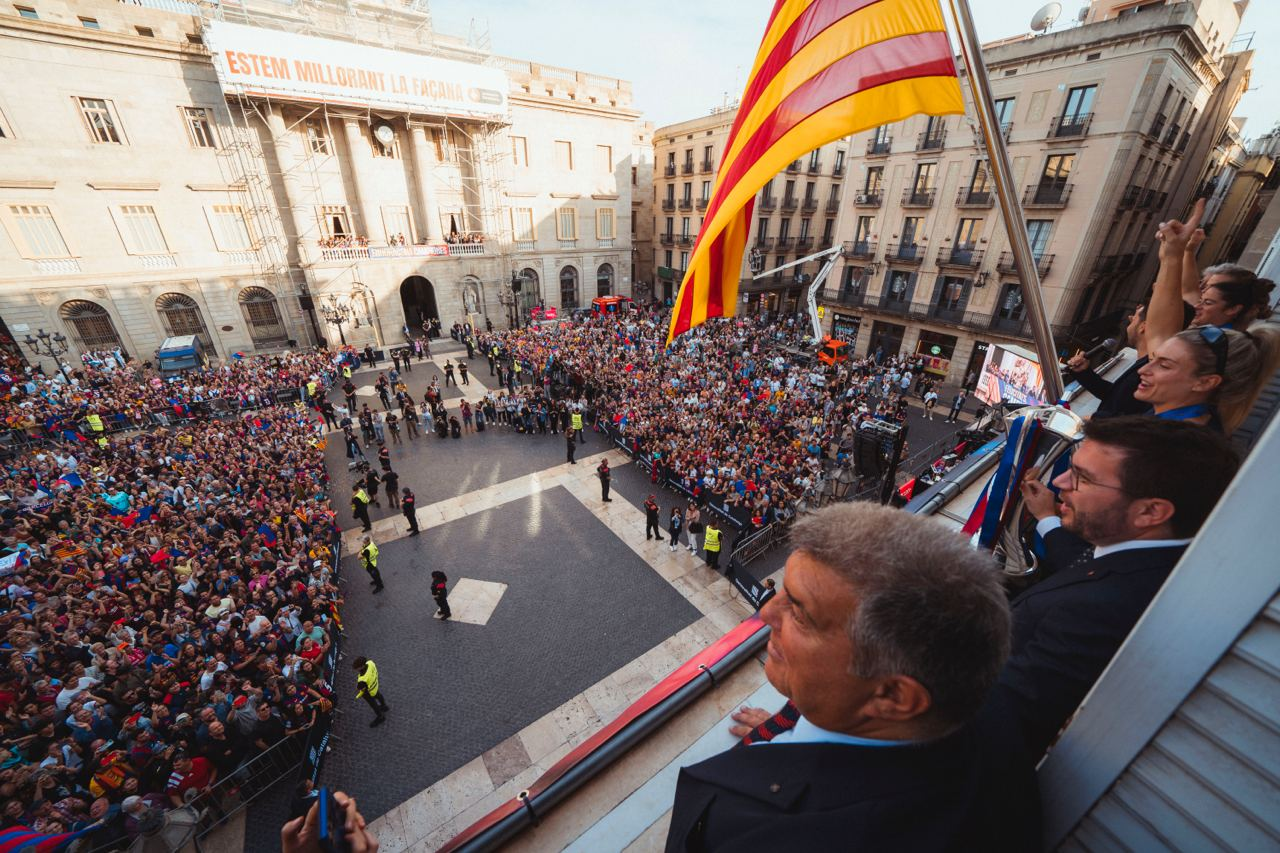
Champions League-bucklan lyfts 26 maj 2024 (i närvaro av Joan Laporta och regionpresidenten) från balkongen på Barcelonas stadshus. Palau de la Generalitat, där regionpresidenten normalt huserar, ses på andra sidan av torget Plaça de Sant Jaume.

Den ökade uppmärksamheten för FC Barcelonas damlag har infallit efter en resultatmässig nedgång för herrlaget, som sedan 2021 inte längre har Lionel Messi i spelartruppen. Bland lagets mer framstående spelare i början av 2020-talet fanns Nederländernas Lieke Martens och Spaniens Alexia Putellas (Ballon d'Or-vinnare 2021 och 2022); därefter har Aitana Bonmatí vunnit Ballon d'Or både 2023 och 2024. Lagets överlägsenhet i den spanska förstaligan i början av decenniet har lett till mängder av utklassningar, och den spanska supercupfinalen i början av 2022 – mot ligatrean Atlético Madrid – slutade i en 7–0-seger.

## Meriter
- Liga F
  - Vinnare 2011–12, 2012–13, 2013–14, 2014–15, 2019–20, 2020–21, 2021–22, 2022–23, 2023–24, 2024–25[9][11]
  - Tvåa 1991–92, 2015-16, 2016-17, 2017-18, 2018-19

- Copa de la Reina
  - Vinnare 1993–94, 2010–11, 2012–13, 2013–14, 2016–17, 2017–18, 2019–20, 2020–21,[9] 2021–22, 2023–24,[35] 2024–25[36]
  - Tvåa 1990–91, 2015–16

- Supercopa de España Femenina
  - Vinnare 2020, 2022,[9] 2023, 2024, 2025

- Copa Catalunya
  - Vinnare 2009, 2010, 2011, 2012, 2014, 2015, 2016, 2017, 2018, 2019[9]

- Uefa Women's Champions League
  - Vinnare 2021, 2023,[9] 2024
  - Tvåa 2019, 2022,[18] 2025

## Spelare

### Nuvarande spelartrupp
| Nr | Land    | Pos | Namn            |
| -- | ------- | --- | --------------- |
| 1  | Spanien | MV  | Gemma Font      |
| 13 | Spanien | MV  | Cata Coll       |
| 2  | Spanien | F   | Irene Paredes   |
| 4  | Spanien | F   | Maria León      |
| 5  | Spanien | F   | Jana Fernández  |
| 8  | Spanien | F   | Marta Torrejón  |
| 22 | Spanien | F   | Ona Batlle      |
|    | Spanien | F   | Laia Aleixandri |
| 11 | Spanien | MF  | Alexia          |

| Nr | Land          | Pos | Namn                   |
| -- | ------------- | --- | ---------------------- |
| 12 | Spanien       | MF  | Patri                  |
| 14 | Spanien       | MF  | Aitana                 |
| 18 | Portugal      | MF  | Kika                   |
| 19 | Spanien       | MF  | Vicky López            |
| 24 | Nederländerna | MF  | Esmee Brugts           |
| 7  | Spanien       | A   | Salma Paralluelo       |
| 9  | Spanien       | A   | Clàudia Pina           |
| 10 | Norge         | A   | Caroline Graham Hansen |
| 17 | Polen         | A   | Ewa Pajor              |

### Kända spelare genom tiderna
- Argentina: Ludmila Manicler, Florencia Quiñones
- Mexiko: Maribel Domínguez, Patricia Pérez, Kenti Robles
- Serbien: Jelena Čanković